# Пограничная Фёдоровская дорога
Пограни́чная Фёдоровская дорога — дорога в городе Павловске Пушкинского района Санкт-Петербурга. Проходит от улицы Обороны (фактически от Звериницкой улицы) за Садовую улицу.
Первоначально это была Пограни́чная Фёдоровская дорога. Это название появилось в начале XX века, поскольку улица проходила по юго-восточной границе Павловска. Сразу за ней начинались земли деревни Фёдоровское (ныне это посёлок с тем же названием). Второй участок улицы, пока так и не построенный, — от улицы Обороны до Звериницкой — на карте начала XX века именовался улицей Ве́рных Друзе́й.
В 1960-х годах дорогу переименовали в Колхозную улицу — в связи с тем, что поблизости располагались колхозные земли.
31 января 2017 года Колхозной улице было возвращено название Пограничная Фёдоровская дорога. Помимо восстановления исторического топонима, переименование позволило устранить дублирование названий; например, еще одна Колхозная улица есть в посёлке Тярлево, примыкающем к Павловску.
Пограничная Фёдоровская дорога и сейчас проходит по юго-восточной границе Павловска. По ней же на участке почти от Краснофлотского переулка до конца проходит граница между Санкт-Петербургом и Ленинградской областью. Дома вдоль восточной стороны Колхозной улицы принадлежат деревне Глинка Фёдоровского сельского поселения Тосненского района Ленинградской области и числятся по глинской Парковой улице.

## Перекрёстки
- Звериницкая улица
- Краснофлотский переулок
- Садовая улица